# Quadrula cylindrica
Quadrula cylindrica е вид мида от семейство Unionidae. Видът е почти застрашен от изчезване.

## Разпространение и местообитание
Разпространен е в САЩ (Алабама, Арканзас, Вирджиния, Джорджия, Западна Вирджиния, Илинойс, Индиана, Канзас, Кентъки, Мисисипи, Монтана, Небраска, Оклахома, Охайо, Пенсилвания и Тенеси).
Обитава пясъчните дъна на сладководни басейни, реки и потоци.

## Описание
Популацията на вида е намаляваща.